# 施莱格尔 (奥地利)
施莱格尔（德語：Schlägl）是奥地利上奥地利州罗尔巴赫县的一个市镇。总面积29平方公里，总人口1391人，人口密度48.0人/平方公里（2005年）。